# Potengi
Potengi es un municipio brasileño del estado del Ceará. Su población estimada en 2004 era de 9.646 habitantes. 

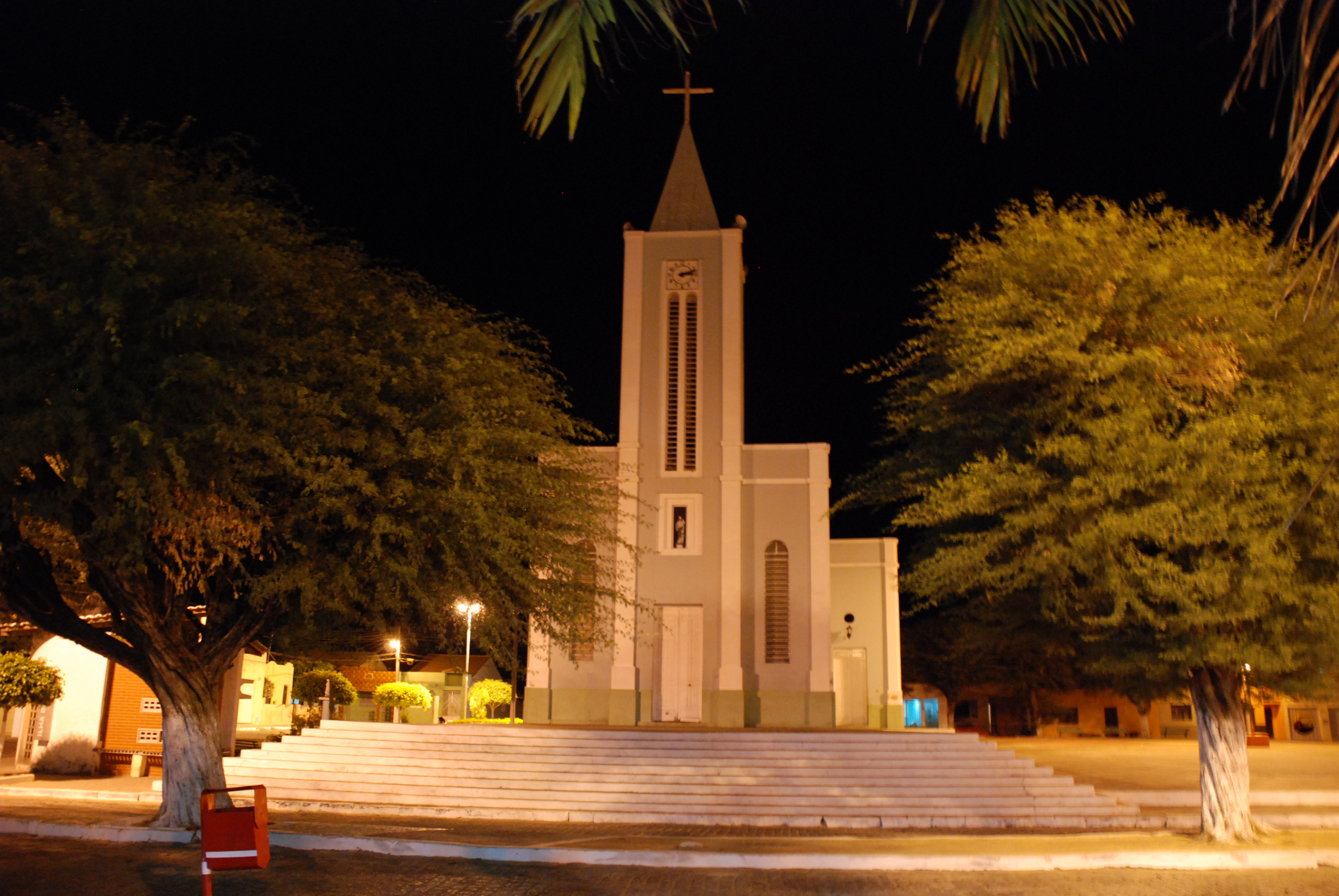
Iglesia Principal

El municipio está en la región metropolitana del sur del Ceará conocida como "Karirí". La localidad fue desmembrada del municipio de Araripe, como "Xique-Xique". Después, con la división territorial con fecha del 1 de julio de 1955, el distrito, ya denominado "Ibitiara" pasó a ser el municipio de Araripe.

## Geografía

### Demografía
- Población estimada (2009): 10.144 habitantes
- Población (2007): 9.670 habitantes
- Población urbana (2007) 41,03%
- Población rural (2007): 58,97%
- Densidad demográfica (2008): 29,01 hab/km²

- Domicilios (censo 2007): 3.330
- Servicio de agua (urbano-2007): 94,02%
- Residuos cloacales (urbano-2007): 0%
- Servicio de agua (rural-2007): 21,04%
- Energía eléctrica (clientes-2008): 3.248
- Líneas telefónicas fijas (2007): 584
- Telefonía móvil (celulares) 0%

### Hidrografía
- Arroyo Quinqueleré

### Carreteras
- CE-292
- CE-257